# Palaeopemphidae
De Palaeopemphidae zijn een familie van uitgestorven kreeftachtigen uit de klasse van de Malacostraca (hogere kreeftachtigen).

## Geslacht
- Palaeopemphix Gemmellaro, 1890 †